# Dirka po Italiji 2009
Dirka po Italiji 2009 (italijansko Giro d'Italia 2009) je 92. izvedba dirke po Italiji, tritedenske moške cestne kolesarske etapne dirke. Začela se je 9. maja v Lidu di Venezia in končala 31. maja v Rimu. Sodelovalo je 198 kolesarjev iz 22-ih ekip. Rožnato majico je prvič osvojil Denis Menčov (Rabobank), drugo mesto Carlos Sastre (Cervélo TestTeam), tretje pa Ivan Basso (Liquigas). Rdečo majico je osvojil Denis Menčov, zeleno majico Stefano Garzelli (Acqua & Sapone–Caffè Mokambo), belo majico pa Kevin Seeldraeyers (Quick-Step). Prvotno sta drugo in tretje mesto zasedla Danilo Di Luca in Franco Pellizotti, toda uvrstitvi sta jima bili zaradi dopinga odvzeti.

## Ekipe
ProTeams
- Ag2r-La Mondiale
- Astana
- Bbox Bouygues Telecom
- Caisse d'Epargne
- Fuji–Servetto
- Garmin–Slipstream
- Lampre-NGC
- Liquigas
- Quick-Step
- Rabobank
- Silence–Lotto
- Team Columbia–High Road
- Team Katusha
- Team Milram
- Team Saxo Bank

UCI Professional Continental teams
- Acqua & Sapone–Caffè Mokambo
- Barloworld
- Cervélo TestTeam
- Diquigiovanni–Androni
- ISD
- LPR Brakes-Farnese Vini
- Xacobeo–Galicia

## Etape
| 2  | 9. maj  | Lido di Venezia                          | 20,5 km     |             | ekipni kronometer    | Team Columbia–High Road    |             |           |
| 2  | 10. maj | Jesolo – Trst                            | 156 km      |             | ravninska etapa      | Alessandro Petacchi (ITA)  |             |           |
| 3  | 11. maj | Grado – Valdobbiadene                    | 198 km      |             | ravninska etapa      | Alessandro Petacchi (ITA)  |             |           |
| 4  | 12. maj | Padova – San Martino di Castrozza        | 162 km      |             | gorska etapa         | Stefano Garzelli (ITA)     |             |           |
| 5  | 13. maj | San Martino di Castrozza – Alpe di Siusi | 125 km      |             | gorska etapa         | Denis Menčov (RUS)         |             |           |
| 6  | 14. maj | Brixen – Mayrhofen (Avstrija)            | 248 km      |             | hribovita etapa      | Michele Scarponi (ITA)     |             |           |
| 7  | 15. maj | Innsbruck (Avstrija) – Chiavenna         | 244 km      |             | hribovita etapa      | Edvald Boasson Hagen (NOR) |             |           |
| 8  | 16. maj | Morbegno – Bergamo                       | 209 km      |             | hribovita etapa      | Kanstancin Sivcov (BLR)    |             |           |
| 9  | 17. maj | Milano - Milano                          | 165 km      |             | ravninska etapa      | Mark Cavendish (GBR)       |             |           |
|    | 18. maj | dan počitka                              | dan počitka | dan počitka | dan počitka          | dan počitka                | dan počitka |           |
| 10 | 19. maj | Cuneo – Pinerolo                         | 262 km      |             | gorska etapa         | Danilo Di Luca (ITA)       |             |           |
| 11 | 20. maj | Torino – Arenzano                        | 214 km      |             | ravninska etapa      | Mark Cavendish (GBR)       |             |           |
| 12 | 21. maj | Sestri Levante – Riomaggiore             | 60,6 km     |             | posamični kronometer | Denis Menčov (RUS)         |             |           |
| 13 | 22. maj | Lido di Camaiore – Firence               | 176 km      |             | ravninska etapa      | Mark Cavendish (GBR)       |             |           |
| 14 | 23. maj | Campi Bisenzio – Bologna                 | 172 km      |             | gorska etapa         | Simon Gerrans (AUS)        |             |           |
| 15 | 24. maj | Forlì – Faenza                           | 161 km      |             | hribovita etapa      | Leonardo Bertagnolli (ITA) |             |           |
| 16 | 25. maj | Pergola – Monte Petrano                  | 237 km      |             | gorska etapa         | Carlos Sastre (ESP)        |             |           |
|    | 26. maj | dan počitka                              | dan počitka | dan počitka | dan počitka          | dan počitka                | dan počitka |           |
| 17 | 27. maj | Chieti – Blockhaus                       | 83 km       |             | gorska etapa         | Franco Pellizotti (ITA)    |             |           |
| 18 | 28. maj | Sulmona – Benevento                      | 182 km      |             | ravninska etapa      | Michele Scarponi (ITA)     |             |           |
| 19 | 29. maj | Avellino – Vezuv                         | 164 km      |             | gorska etapa         | Carlos Sastre (ESP)        |             |           |
| 20 | 30. maj | Neapelj – Anagni                         | 203 km      |             | ravninska etapa      | Philippe Gilbert (BEL)     |             |           |
| 21 | 31. maj | Rim                                      | 14,4 km     |             | posamični kronometer | Ignatas Konovalovas (LTU)  |             |           |
|    | Skupaj  | Skupaj                                   | 3456,5 km   | 3456,5 km   | 3456,5 km            | 3456,5 km                  | 3456,5 km   | 3456,5 km |

## Razvrstitev po klasifikacijah
| Etapa  | Zmagovalec                         | Rožnata majica ·    | Rdeča majica ·              | Zelena majica ·  | Bela majica ·      |
| ------ | ---------------------------------- | ------------------- | --------------------------- | ---------------- | ------------------ |
| 1      | Team Columbia–High Road            | Mark Cavendish      | brez                        | brez             | Mark Cavendish     |
| 2      | Alessandro Petacchi                | Mark Cavendish      | Alessandro Petacchi         | David García     | Mark Cavendish     |
| 3      | Alessandro Petacchi                | Alessandro Petacchi | Alessandro Petacchi         | Mauro Facci      | Tyler Farrar       |
| 4      | Danilo Di Luca Stefano Garzelli    | Thomas Löfkvist     | Alessandro Petacchi         | Danilo Di Luca   | Thomas Löfkvist    |
| 5      | Denis Menčov                       | Danilo Di Luca      | Alessandro Petacchi         | Danilo Di Luca   | Thomas Löfkvist    |
| 6      | Michele Scarponi                   | Danilo Di Luca      | Danilo Di Luca              | Danilo Di Luca   | Thomas Löfkvist    |
| 7      | Edvald Boasson Hagen               | Danilo Di Luca      | Danilo Di Luca              | Danilo Di Luca   | Thomas Löfkvist    |
| 8      | Kanstantsin Sivtsov                | Danilo Di Luca      | Danilo Di Luca              | Danilo Di Luca   | Thomas Löfkvist    |
| 9      | Mark Cavendish                     | Danilo Di Luca      | Danilo Di Luca              | Danilo Di Luca   | Thomas Löfkvist    |
| 10     | Danilo Di Luca Denis Menčov        | Danilo Di Luca      | Danilo Di Luca              | Stefano Garzelli | Thomas Löfkvist    |
| 11     | Mark Cavendish                     | Danilo Di Luca      | Danilo Di Luca              | Stefano Garzelli | Thomas Löfkvist    |
| 12     | Denis Menčov                       | Denis Menčov        | Danilo Di Luca              | Stefano Garzelli | Thomas Löfkvist    |
| 13     | Mark Cavendish                     | Denis Menčov        | Danilo Di Luca              | Stefano Garzelli | Thomas Löfkvist    |
| 14     | Simon Gerrans                      | Denis Menčov        | Danilo Di Luca              | Stefano Garzelli | Thomas Löfkvist    |
| 15     | Leonardo Bertagnolli               | Denis Menčov        | Danilo Di Luca              | Stefano Garzelli | Thomas Löfkvist    |
| 16     | Carlos Sastre                      | Denis Menčov        | Danilo Di Luca              | Stefano Garzelli | Kevin Seeldraeyers |
| 17     | Franco Pellizotti Stefano Garzelli | Denis Menčov        | Danilo Di Luca              | Stefano Garzelli | Kevin Seeldraeyers |
| 18     | Michele Scarponi                   | Denis Menčov        | Danilo Di Luca              | Stefano Garzelli | Kevin Seeldraeyers |
| 19     | Carlos Sastre                      | Denis Menčov        | Danilo Di Luca              | Stefano Garzelli | Kevin Seeldraeyers |
| 20     | Philippe Gilbert                   | Denis Menčov        | Danilo Di Luca              | Stefano Garzelli | Kevin Seeldraeyers |
| 21     | Ignatas Konovalovas                | Denis Menčov        | Danilo Di Luca              | Stefano Garzelli | Kevin Seeldraeyers |
| Skupaj | Skupaj                             | Denis Menčov        | Danilo Di Luca Denis Menčov | Stefano Garzelli | Kevin Seeldraeyers |

## Končna razvrstitev
| Legenda | Legenda                                  | Legenda | Legenda                                    |
| ------- | ---------------------------------------- | ------- | ------------------------------------------ |
|         | Predstavlja vodilnega v skupnem seštevku |         | Predstavlja najboljšega mladega kolesarja  |
|         | Predstavlja vodilnega po točkah          |         | Predstavlja vodilnega v gorski razvrstitvi |

| Poz. | Kolesar                 | Ekipa                        | Čas         |
| ---- | ----------------------- | ---------------------------- | ----------- |
| 1    | Denis Menčov (RUS)      | Rabobank                     | 86h 03' 11" |
| DSQ  | Danilo Di Luca (ITA)    | LPR Brakes-Farnese Vini      | + 0' 41"    |
| DSQ  | Franco Pellizotti (ITA) | Liquigas                     | + 1' 59"    |
| 2    | Carlos Sastre (ESP)     | Cervélo TestTeam             | + 3' 46"    |
| 3    | Ivan Basso (ITA)        | Liquigas                     | + 3' 59"    |
| 4    | Levi Leipheimer (USA)   | Astana                       | + 5' 28"    |
| 5    | Stefano Garzelli (ITA)  | Acqua & Sapone–Caffè Mokambo | + 8' 43"    |
| 6    | Michael Rogers (AUS)    | Team Columbia–High Road      | + 10' 01"   |
| DSQ  | Tadej Valjavec (SLO)    | Ag2r-La Mondiale             | +11' 13"    |
| 7    | Marzio Bruseghin (ITA)  | Lampre-NGC                   | + 11' 28"   |
| 8    | David Arroyo (ESP)      | Caisse d'Epargne             | + 12' 50"   |
| DSQ  | Lance Armstrong (USA)   | Astana                       | + 15' 59"   |

| Poz. | Kolesar                 | Ekipa                        | Točke |
| ---- | ----------------------- | ---------------------------- | ----- |
| 1    | Stefano Garzelli (ITA)  | Acqua & Sapone–Caffè Mokambo | 61    |
| DSQ  | Danilo Di Luca (ITA)    | LPR Brakes-Farnese Vini      | 45    |
| 3    | Denis Menčov (RUS)      | Rabobank                     | 41    |
| 4    | Andrij Grivko (UKR)     | ISD                          | 40    |
| DSQ  | Franco Pellizotti (ITA) | Liquigas                     | 38    |
| 6    | Carlos Sastre (ESP)     | Cervélo TestTeam             | 30    |
| 7    | Michele Scarponi (ITA)  | Diquigiovanni–Androni        | 24    |
| 8    | Giovanni Visconti (ITA) | ISD                          | 24    |
| 9    | Simon Gerrans (AUS)     | Cervélo TestTeam             | 15    |
| 10   | Damiano Cunego (ITA)    | Lampre-NGC                   | 14    |

| Poz. | Kolesar                    | Ekipa                        | Točke |
| ---- | -------------------------- | ---------------------------- | ----- |
| DSQ  | Danilo Di Luca (ITA)       | LPR Brakes-Farnese Vini      | 170   |
| 1    | Denis Menčov (RUS)         | Rabobank                     | 144   |
| DSQ  | Franco Pellizotti (ITA)    | Liquigas                     | 133   |
| 4    | Stefano Garzelli (ITA)     | Acqua & Sapone–Caffè Mokambo | 133   |
| 5    | Alessandro Petacchi (ITA)  | LPR Brakes-Farnese Vini      | 104   |
| 6    | Edvald Boasson Hagen (NOR) | Team Columbia–High Road      | 103   |
| 7    | Carlos Sastre (ESP)        | Cervélo TestTeam             | 86    |
| 8    | Allan Davis (AUS)          | Quick-Step                   | 82    |
| 9    | Ivan Basso (ITA)           | Liquigas                     | 74    |
| 10   | Levi Leipheimer (USA)      | Astana                       | 70    |

| Poz. | Kolesar                     | Ekipa                        | Čas          |
| ---- | --------------------------- | ---------------------------- | ------------ |
| 1    | Kevin Seeldraeyers (BEL)    | Quick-Step                   | 86h 19' 26"  |
| 2    | Francesco Masciarelli (ITA) | Acqua & Sapone–Caffè Mokambo | + 2' 55"     |
| 3    | Francis De Greef (BEL)      | Silence–Lotto                | + 17' 03"    |
| 4    | Thomas Löfkvist (SWE)       | Team Columbia–High Road      | + 31' 45"    |
| 5    | Jackson Rodríguez (VEN)     | Diquigiovanni–Androni        | + 34' 37"    |
| 6    | Andrej Zeic (KAZ)           | Astana                       | + 58' 41"    |
| 7    | Chris Froome (GBR)          | Barloworld                   | + 59' 06"    |
| 8    | Marcos García (ESP)         | Xacobeo–Galicia              | + 1h 26' 10" |
| 9    | Arnold Jeannesson (FRA)     | Caisse d'Epargne             | + 1h 41' 55" |
| 10   | Dario Cataldo (ITA)         | Quick-Step                   | + 1h 44' 09" |

| Poz. | Ekipa                        | Čas          |
| ---- | ---------------------------- | ------------ |
| 1    | Astana                       | 257h 48' 40" |
| 2    | Team Columbia–High Road      | + 24' 15"    |
| 3    | Diquigiovanni–Androni        | + 27' 17"    |
| 4    | Liquigas                     | + 32' 21"    |
| 5    | Lampre-NGC                   | + 58' 58"    |
| 6    | Caisse d'Epargne             | + 1h 10' 52" |
| 7    | Cervélo TestTeam             | + 1h 16' 23" |
| 8    | Acqua & Sapone–Caffè Mokambo | + 1h 18' 52" |
| 9    | Rabobank                     | + 1h 51' 45" |
| 10   | LPR Brakes-Farnese Vini      | + 1h 53' 34" |

| Poz. | Ekipa                        | Točke |
| ---- | ---------------------------- | ----- |
| 1    | Team Columbia–High Road      | 400   |
| 2    | LPR Brakes-Farnese Vini      | 314   |
| 3    | Liquigas                     | 302   |
| 4    | Diquigiovanni–Androni        | 273   |
| 5    | Astana                       | 269   |
| 6    | Lampre-NGC                   | 262   |
| 7    | Cervélo TestTeam             | 228   |
| 8    | Acqua & Sapone–Caffè Mokambo | 228   |
| 9    | Quick-Step                   | 220   |
| 10   | Rabobank                     | 199   |